# 文西德尔
文西德尔（德語：Wunsiedel，發音：[ˈvʊnˌziːdl̩] ⓘ）是德国巴伐利亚州上弗兰肯行政区菲希特尔山区文西德尔县的城市，也是菲希特尔山区文西德尔县的县治，总面积54.91平方千米，2023年12月31日总人口为9,294人。

## 友好城市
文西德尔与以下城市结为友好城市：
- 土耳其 托尔巴勒（英语：Torbalı）（1980年）
- 法國 芒德（1980年）
- 德国 施瓦岑贝格（1990年）
- 義大利 沃尔泰拉（2006年）
- 捷克 奧斯特羅夫（2009年）